# 常呂站

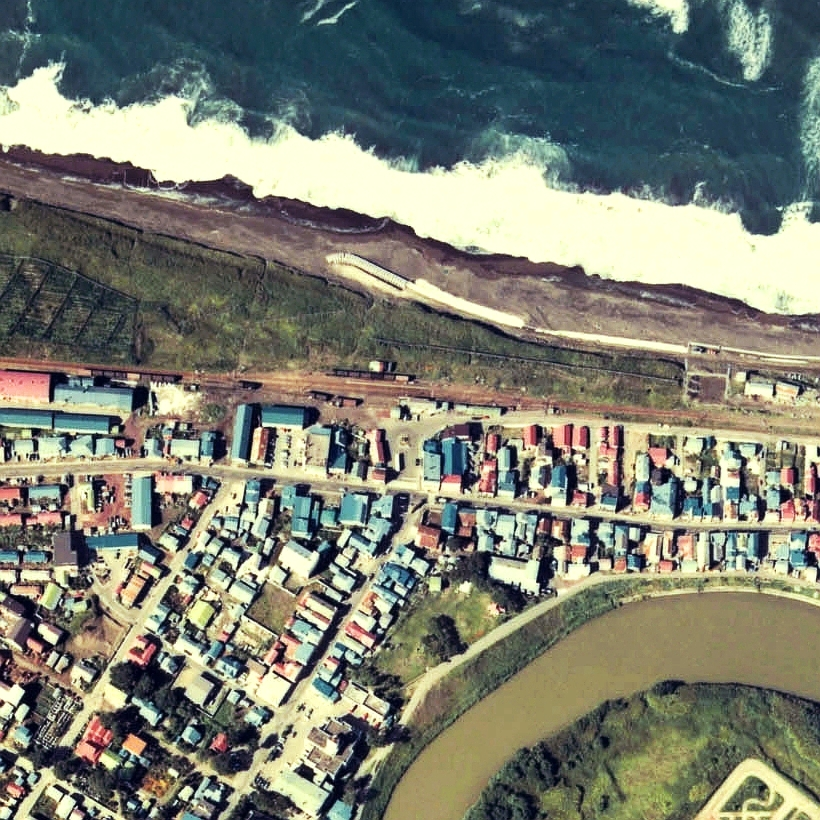
1977年的常呂站與方圓約500米範圍。右邊是網走方向。車站位於常呂川河口的左岸，面向鄂霍次克海。圖中可看見2面2線千鳥式月台，車站大樓旁邊靠近中湧別一方設有貨物月台和引込線。留置線向中湧別一方延伸，車站後方設有副本線。
在未延伸至下佐呂間（後來為濱佐呂間）前，此站是終點站，車站大樓旁邊設有單式月台，車站後方設有數條副線，靠近中湧別一方設有機關區和入出庫線。車站大樓旁邊設有貨物月台和引込線。靠近海一方的地方設有一個灰色的物體，在該處左邊設有一個弧形的黑影，該處曾經設有轉車盤。在該熽左邊設有可容納三架貨車的小型車庫。

常呂站（日语：／ Tokoro eki */?）是位於北海道北見市常呂町常呂，日本國有鐵道（國鐵）的湧網線車站（廢站）。隨著湧網線廢線，車站在1987年（昭和62年）3月20日廢除。

## 歷史
- 1936年（昭和11年）10月10日 - 鐵道省湧網東線卯原內站至此站之間開通，此站啟用[1]。當時為一般車站[1]。
- 1940年（昭和15年） - 常呂町日吉的奧村礦業常呂礦山（通稱：奧村礦山）開始作業。此站敷設了專用軌道前往該處（日時不詳），以運送鐵礦石。
- 1945年（昭和20年） - 在終戰後，常呂礦山停止作業，奧村鐵山專用軌道停止使用。
- 1949年（昭和24年）6月1日 - 日本國有鐵道成立，成為日本國有鐵道車站。
- 1952年（昭和27年）12月6日 - 此站至下佐呂間站（後來為濱佐呂間站）之間開通，成為中途車站。
- 1953年（昭和28年）10月22日 - 佐呂間站至下佐呂間站（後來為濱佐呂間站）之間開通。中湧別站至網走站間全線開通。路線名稱改名為湧網線。
- 1982年（昭和57年）3月27日 - 結束處理貨物[1]。
- 1984年（昭和59年）2月1日 - 結束處理行李[1]。
- 1987年（昭和62年）3月20日 - 湧網線全線廢除，此站也廢除[1]。

## 車站構造
截至車站廢除前，車站是一座地面車站，設有2面2線的混合式月台（單式月台、島式月台（只使用單邊））。當時可進行列車交會。車站大樓一方月台東邊與對面月台東邊之間設有站內平交道連接。車站大樓一方的月台（南邊）是上行線，對面月台（北邊）是下行線，月台沒有編號。島式月台外側的1線是副本線（側線）。上行線靠近中湧別一方設有路軌分支，連接車站大樓西邊的貨物月台（缺角式月台）和2條貨物側線。
此站是職員配置站。車站大樓位於站內南邊，鄰接單式月台中央部分。車站大樓是一座木製建築物。在浮冰季節，月台部分已除雪的地方設置了「流冰觀看席」。

## 站名的由來
車站名稱取自所在地名。地名原自阿伊努語的「ト・コロ・ペッ」，其意思是有湖的河。在常呂川周邊有許多沼澤。

## 使用狀況
截至1981年度（昭和56年度），1日上下車人次為130人。

## 車站周邊
- 國道238號（日语：国道238号）（鄂霍次克國道）[6]
- 北海道道1087號網走常呂單車徑線（日语：北海道道1087号網走常呂自転車道線） - 使用湧網線廢線遺址用作單車行人專用道路（日语：自転車歩行者専用道路）。
- 北海道道7號北見常呂線（日语：北海道道7号北見常呂線）
- 北海道道1033號土佐東濱線（日语：北海道道1033号土佐東浜線）
- 常呂町公所（現時：北見市政廳常呂綜合分所）
- 常呂郵局
- 北海道常呂高等學校（日语：北海道常呂高等学校）
- 常呂町立常呂中學（現時：北見市立常呂中學）
- 常呂町立常呂小學（現時：北見市立常呂小學）
- 常呂町農業協同組合
- 北見市常呂町冰壺堂（日语：北見市常呂町カーリングホール）
- 常呂竪穴群（常呂遺蹟） - 車站西邊約1.2公里[3]。
- 鄂霍次克海 - 車站後方設有廣寬的沙灘。
- 常呂川（日语：常呂川）[6]

## 巴士路線
- 網走巴士（日语：網走バス）
  - 能取、網走站、網走巴士總站方向
  - 佐呂間湖榮浦方向
- 北海道北見巴士（日语：北海道北見バス）
  - 土佐、北見方向
- 北見市營巴士（舊・常呂町營巴士）
  - 佐呂間湖榮浦方向（循環線）
- 佐呂間町親睦巴士（日语：佐呂間町ふれあいバス）
  - 濱佐呂間、佐呂間方向

## 現況

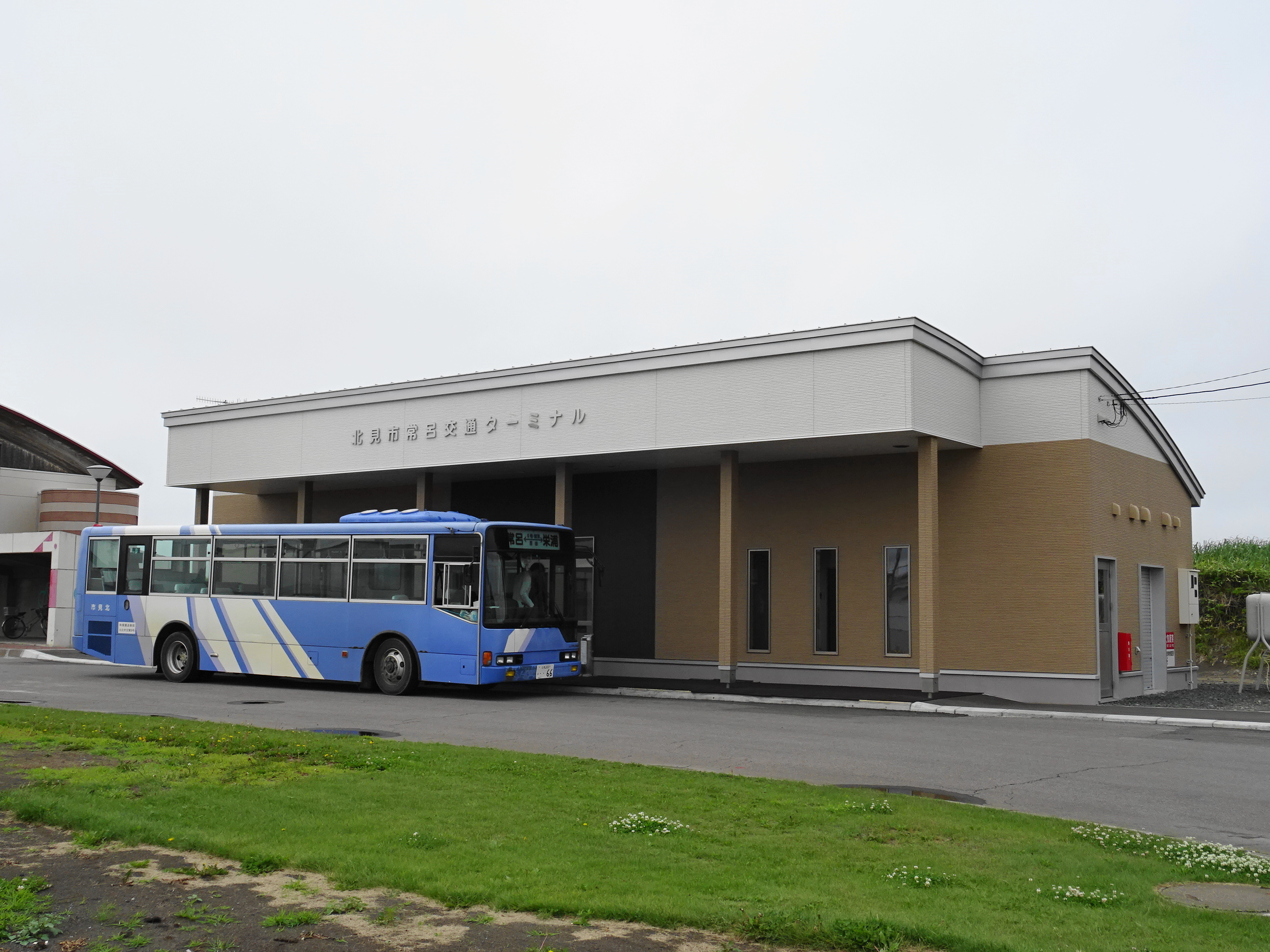
北見市常呂交通總站（現時，2016年拍攝）

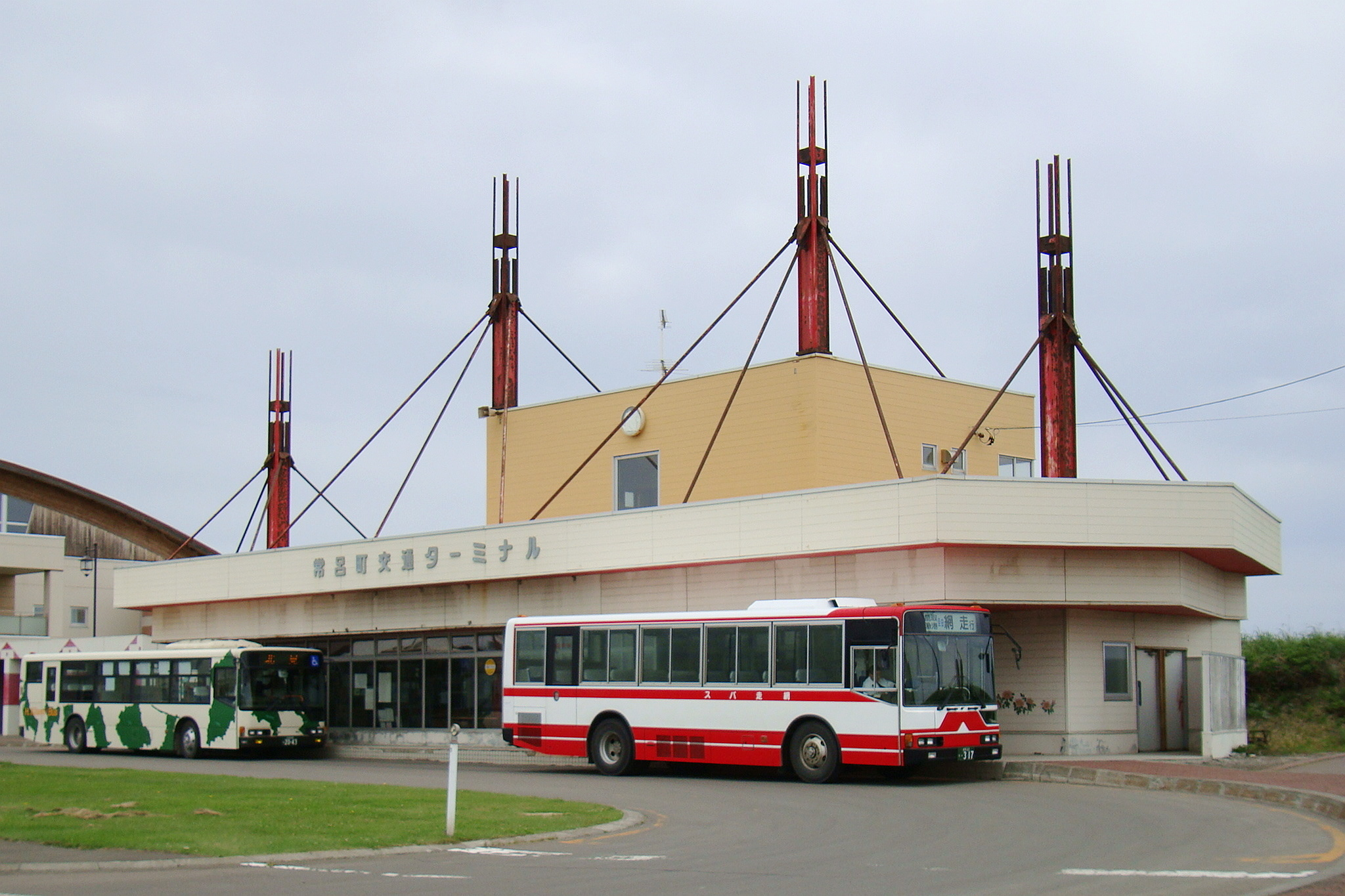
常呂町交通總站（舊設施，2010年拍攝）

車站大樓與設施已經拆毀，遺址於1988年（昭和63年）由舊常呂町建設了「常呂町交通總站」。總站內開設了「湧網線資料館」。總站的大樓內可確認路軌遺址，站前迴旋路前的前方道路還有舊站當時的氣氛。
在1988年建造的總站大樓隨著老化，於2015年（平成27年）5月尾開始拆毀，於同一位置建設新總站。同年12月25日，「北見市常呂交通總站」開始使用。內部設有網走巴士的詢問處（營業時間：早上9時至下午5時，星期日和假日休息）和候車室。在5月至9月期間提供出租單車服務。另一方面，舊總站內的「湧網線資料館」遷移至富丘地區資料館。
在常呂港附近至大曲臨時乘降場遺址附近，設有單車行人專用道路，道路名稱為北海道道1087號網走常呂單車徑線。

## 相鄰車站
日本國有鐵道
湧網線 
北見共立－常呂－能取
在此站與北見共立站之間曾經設有土佐臨時乘降場，在此站與能取站之間曾經設有常呂港臨時乘降場。兩座臨時乘降場在1956年（昭和31年）1月7日啟用，於1972年（昭和47年）2月8日廢除。

## 注腳
1. 1 2 3 4 5 6 7  石野哲（編）. . JTB. 1998: 916. ISBN 978-4-533-02980-6 （日语）.
2. ↑  1952年10月拍攝航空照片（日語）（國土地理院 地圖・航空航空參閲服務）
3. 1 2 3 4 5 6 7 8  宮脇俊三 (编). . 原田勝正. 小學館. 1983-07: 161. ISBN 978-4093951012 （日语）.
4. ↑  松尾定行. . 東京堂出版. 2012-04: 190. ISBN 978-4490207811 （日语）.
5. 1 2  太田幸夫. . 富士Comtem. 2004-02: 170. ISBN 978-4893915498 （日语）.
6. 1 2  . 地勢堂. 1980-03: 19 （日语）.
7. 1 2  . 経済の伝書鳩. 2016-01-12  [2021-05-29]. （原始内容存档于2016-08-18） （日语）.
8. 1 2 3  本久公洋. . 北海道新聞社. 2011-09: 105. ISBN 978-4894536128 （日语）.
9. ↑  . サイクルアドベンチャーオホーツク推進協議会.   [2021-05-29]. （原始内容存档于2022-06-07） （日语）.
10. ↑  . 経済の伝書鳩. 2015-05-07  [2016-06-09] （日语）.
11. ↑  宮脇俊三 (编). . JTB Can Books. JTB出版. 1999-03: 30–31. ISBN 978-4533031502.
12. ↑  今尾惠介 (编). . JTB出版. 2010-3: 215. ISBN 978-4533078583 （日语）.